# Val roman

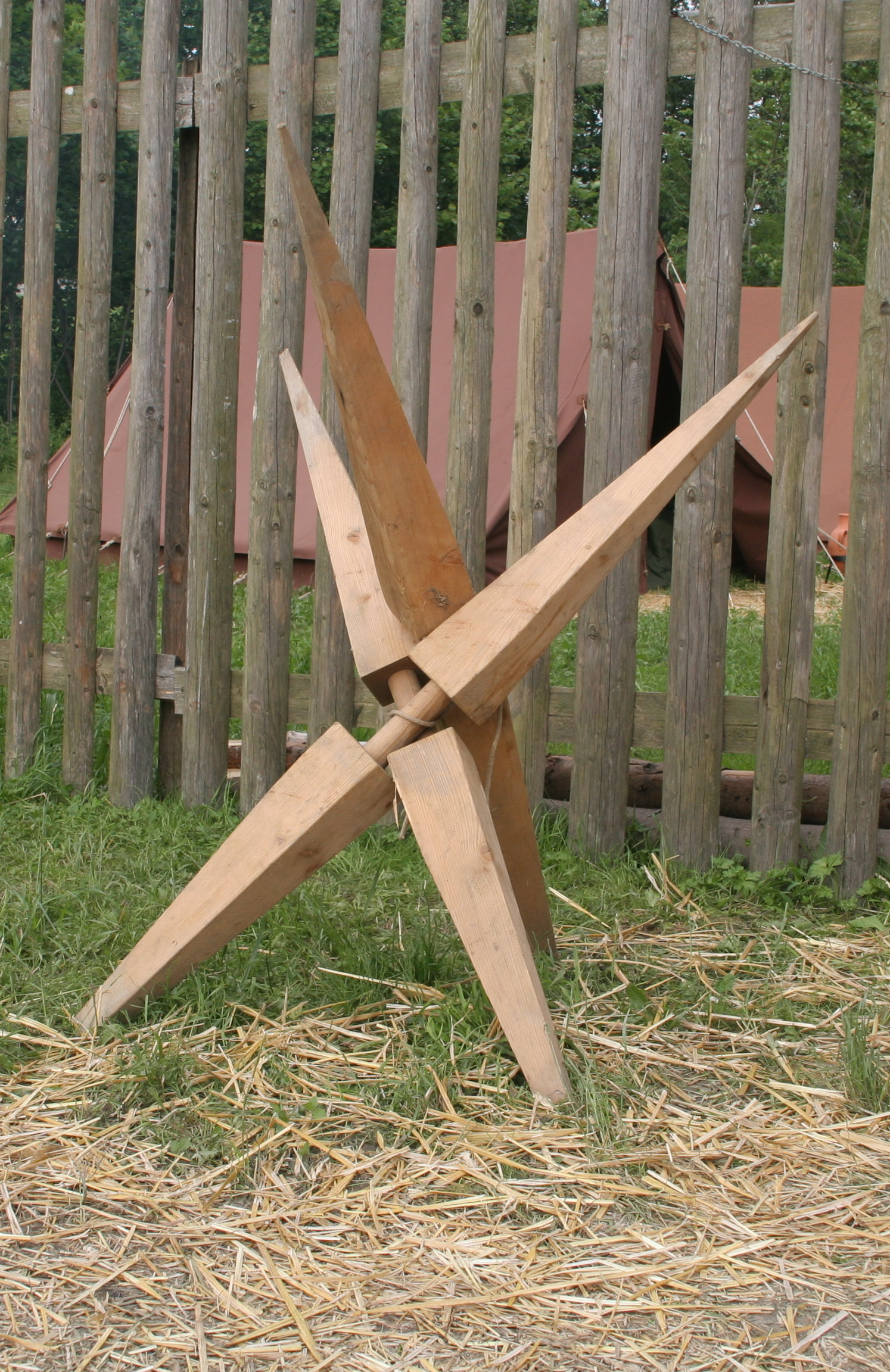
Valli combinate pentru a forma un arici antitanc.

Vallum denumește fie totalitatea, fie o parte din fortificațiile unui castru roman. Un vallum cuprinde, de obicei, un zid de pământ (agger) cu o palisadă de lemn în partea de sus, și cu un șanț adânc în exterior (fossa). Numele este derivat din vallus, și în sens propriu denumește palisada ce mergea de-a lungul valului, dar este folosită pentru a denumi și întreaga fortificație.

## Utilizare în asedii

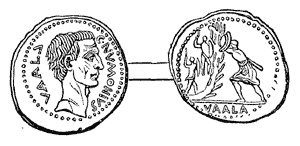
Monedă reprezentându-l pe Numonius Vala atacând un vallum.

În operațiunile de asediu, când locul nu putea fi luat cu asalt, și devenea necesar să se instituie o blocadă, acest lucru era făcut prin crearea unor zone de apărare similare cu cele dintr-o tabără în jurul orașului, care erau numite circumvallatum. O astfel de construcție, în afară de tăierea tuturor mijloacelor de comunicare între oraș și zona din jur, formează o apărare împotriva contra-atacurilor. Exista deseori o linie dublă de fortificații, cea din interior împotriva orașului, și cea din exterior împotriva armatelor care ar putea încerca să ridice asediul. În acest caz, armata era plasată între cele două linii.

## Exemple
Exemple de valuri romane sunt:

- Valul lui Traian (Romania, Epoca Bizantină)
- Valul lui Athanaric (România, Republica Moldova, sec. II-IV, probabil făcute de către goți)

## Etimologie
Cuvântul latin vallus provine din Proto-Indo-Europeanul *walso-, "un stâlp". Cuvântul vallus este uneori folosit ca echivalent pentru vallum (Cezar, Bell. Civ. iii.63).